# Xã Stookey, Quận St. Clair, Illinois
Xã Stookey (tiếng Anh: Stookey Township) là một xã thuộc quận St. Clair, tiểu bang Illinois, Hoa Kỳ. Năm 2010, dân số của xã này là 10.007 người.